# Marie-Éléonore Godefroid

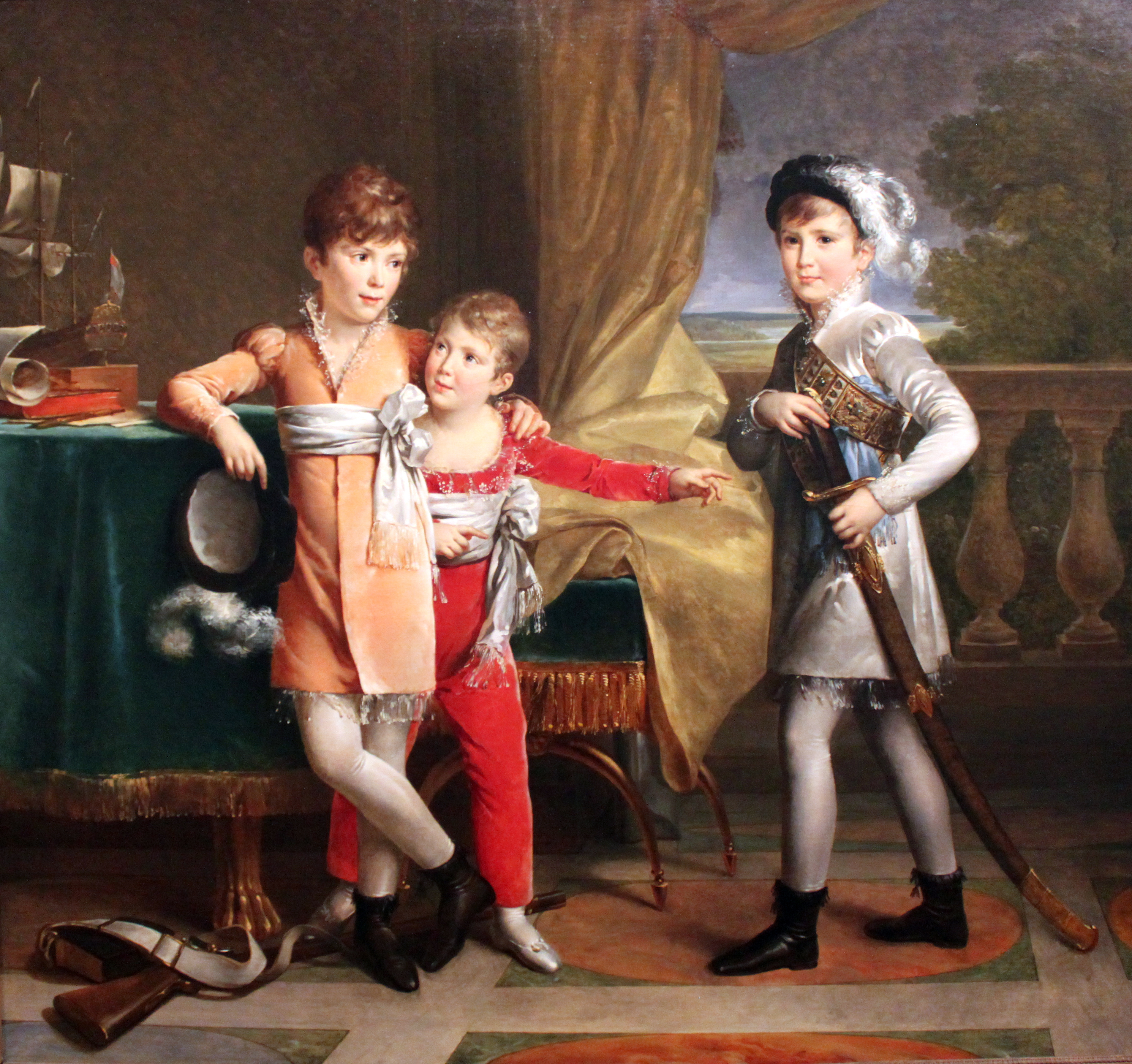
De zonen van maarschalk Ney

Marie-Éléonore Godefroid (Parijs, 20 juni 1778 - juni 1849) was een Franse kunstschilder, aquarellist, pastelschilder en tekenaar. Godefroid is vooral bekend als portretschilder.

## Biografie
Godefroid werd geboren in Parijs als dochter van  Joseph-Ferdinand-François Godefroid (1729–1788). Zij werd opgeleid in de Davidiaanse schilderstijl. Hoewel zij zelf geen les had gehad bij David, hadden al haar leermeesters dat wel.
Haar vader was kunstrestaurateur en opgeleid tot schilder. Hij had het beroep van restaurateur overgenomen van zijn moeder, Marie-Jacobe van Merle Godefroid (?-Paris 1775), die nadat haar man bij een duel in 1741 omgekomen was haar kinderen alleen moest verzorgen.  
De vader van Godefroid overleed ook jong, toen zij 10 jaar oud was en op haar beurt moest haar de moeder het gezin verder verzorgen. Het gezin moest het appartement in het Louvre verlaten. De oudere broer van Godefroid was leerling van Jacques-Louis David en werd docent. Hij moedigde haar aan om te schilderen en zij hielp hem ook bij zijn werk. Zo maakte zij rond 1789, toen ze pas 12 jaar was, tekeningen die zijn leerlingen konden kopiëren. 
Godefroid werd rond 1795 eerst leerling en later docent kunst en muziek bij het Institution de l’Education de Saint-Germain-en-Laye van Jeanne Campan, waar jonge vrouwen uit de elite tijdens de Napoleontische periode werden opgeleid.  Godefroid was ook een leerling van Jean-Baptiste Isabey die in olieverf, aquarel en pastel werkte. In haar tijd verbood de Franse Academie lessen aan vrouwelijke kunstenaars. Zij ontmoette op dat instituut een aantal vrouwen die een rol in haar leven zouden gaan spelen, de nichten van Jeanne Campan, Adèle en Aglaé Auguié (die later zou trouwen met maarschalk Ney) en ook Hortense de Beauharnais en haar moeder, Joséphine de Beauharnais, die in 1796 zou trouwen met Napoleon. 
In 1805 opende Napoleon voor Campan een andere school in Écouen. Godefroid werd daar ook voor uitgenodigd, maar zij weigerde, mogelijk omdat ze Ecouen te ver van huis vond, dan wel om zich volledig toe te leggen op het schilderen.   
Rond 1805 sloot zij zich aan bij het atelier van Baron François Gérard, met wie ze ging samenwerken. Vanaf 1812 behoorde zij tot zijn huishouden als assistent in zijn kantoor en in zijn atelier, en als gezelschap voor hem, zijn vrouw en hun neven. Naar eigen zeggen maakte ze bij Gérard vijftig portretten voor hem, zowel bustes als ten voeten uit.
Tussen 1800 en 1847 exposeerde ze met haar portretten in negentien tentoonstellingen van de Parijse Salon. Ze won in 1812 en 1824 medailles. Vooral in 1810 had ze veel succes met het Portret ten voeten uit van de kinderen van maarschalk hertog van Elchingen ( Portrait en pied des enfans de M.gr le maréchal duc d'Elchingen). Het werk toont de achtjarige zoon van Ney, Joseph Napoléon, de op een na oudste zoon Michel Louis en de tweejarige zoon Eugène, allen in verkleedkleding.
Enkele van haar andere tentoongestelde werken waren portretten van de kinderen van de hertog van Rovigo en koningin Hortense uit 1812, portretten van de kinderen van de hertog van Orléans uit 1819 en 1822 en portretten van de hertog van Orléans en de heer en mevrouw De Guiche uit 1827. Ze portretteerde ook andere opmerkelijke figuren, onder wie Abd el-Kader, de schilder Jacques-Louis David, Jeanne Campan, Germaine de Stael, Talleyrand en maarschalk Lauriston. Onder haar niet op de salons geëxposeerde werken waren portretten van mevrouw Oudenarde, de gravin Latour Maubourg, de violist Pierre Rode en Camille Jordan. Ook maakte zij ontwerpen voor de Gobelin tapijtenfabriek.
Dankzij de steun van Gérard overleefde zij de politieke omwentelingen van haar tijd en kon zij blijven werken als kunstenaar. Na de dood van Gérard in 1837 voltooide Godefroid een van zijn historiestukken. Ook hielp zij zijn neef bij het schrijven van zijn biografie. Ze bleef bij zijn weduwe wonen en bleef opdrachten ontvangen, onder meer voor het werk, Notre-Dame du Rosaire, bedoeld voor een kerk in Senegal, dat destijds een Franse kolonie was.
Godefroid was een van de vele vrouwelijke kunstenaars voor wie keizerin Joséphine de Beauharnais als beschermvrouwe optrad. Ze werkte ook als kopiiste en reproduceerde verschillende werken voor de Franse regering, waaronder portretten van Lodewijk XVIII en Karel X.
Ze overleed in 1849 tijdens een cholera-epidemie. Enkele maanden voor haar dood was mw. Gérard overleden. Godefroid had bij haar overlijden weinig financiële middelen; ook was zij alleenstaand en had zij geen kinderen die voor haar artistieke nalatenschap hadden kunnen zorgen. Daardoor werd zij vrijwel vergeten. Het is niet bekend waar veel van haar werken zich bevinden. Mogelijk zijn haar werken soms aan anderen toegeschreven, zoals vaker gebeurde bij haar vrouwelijke collega's uit haar tijd

## Galerij met enkele werken

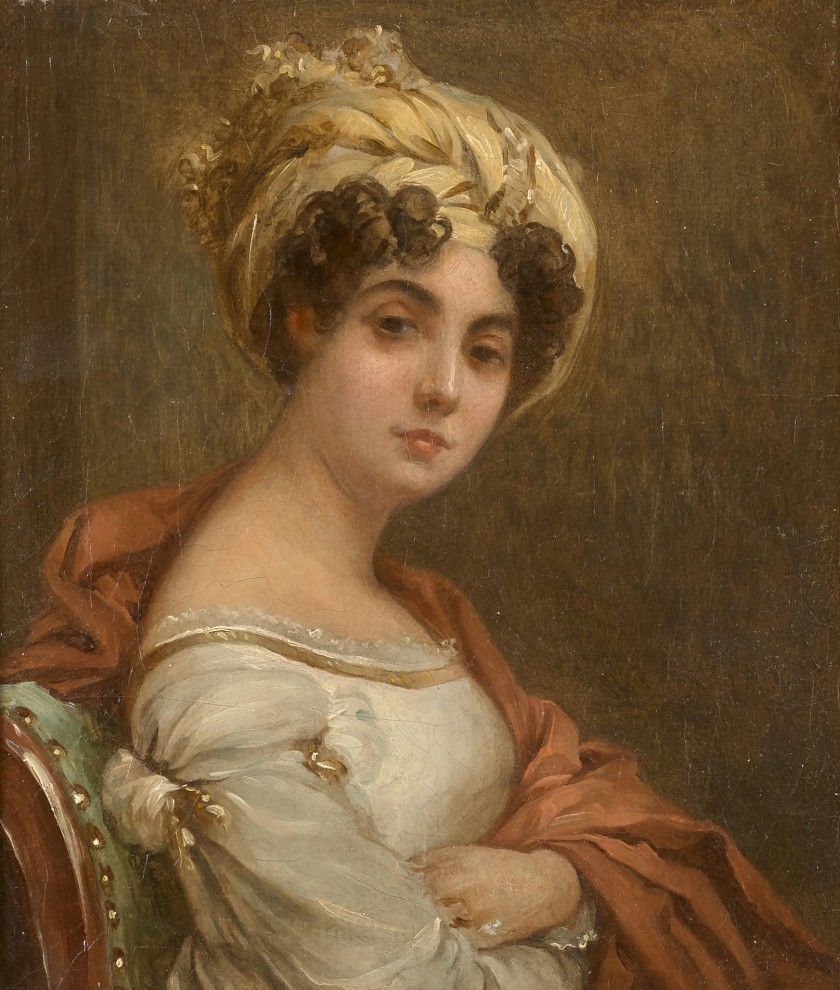
Vrouw met een gele tulband (toegeschreven aan Godefroid)
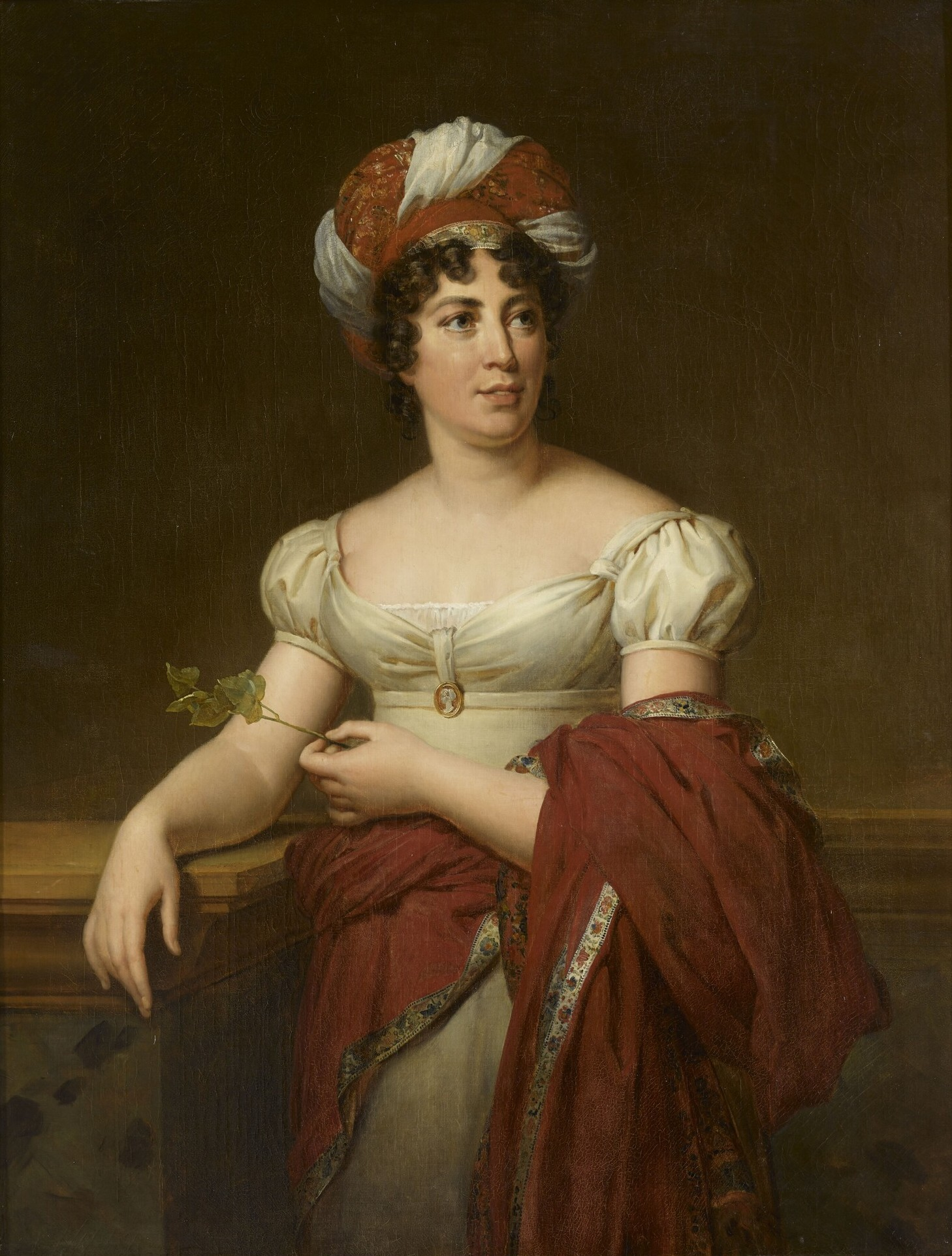
Portret van Mme de Staël
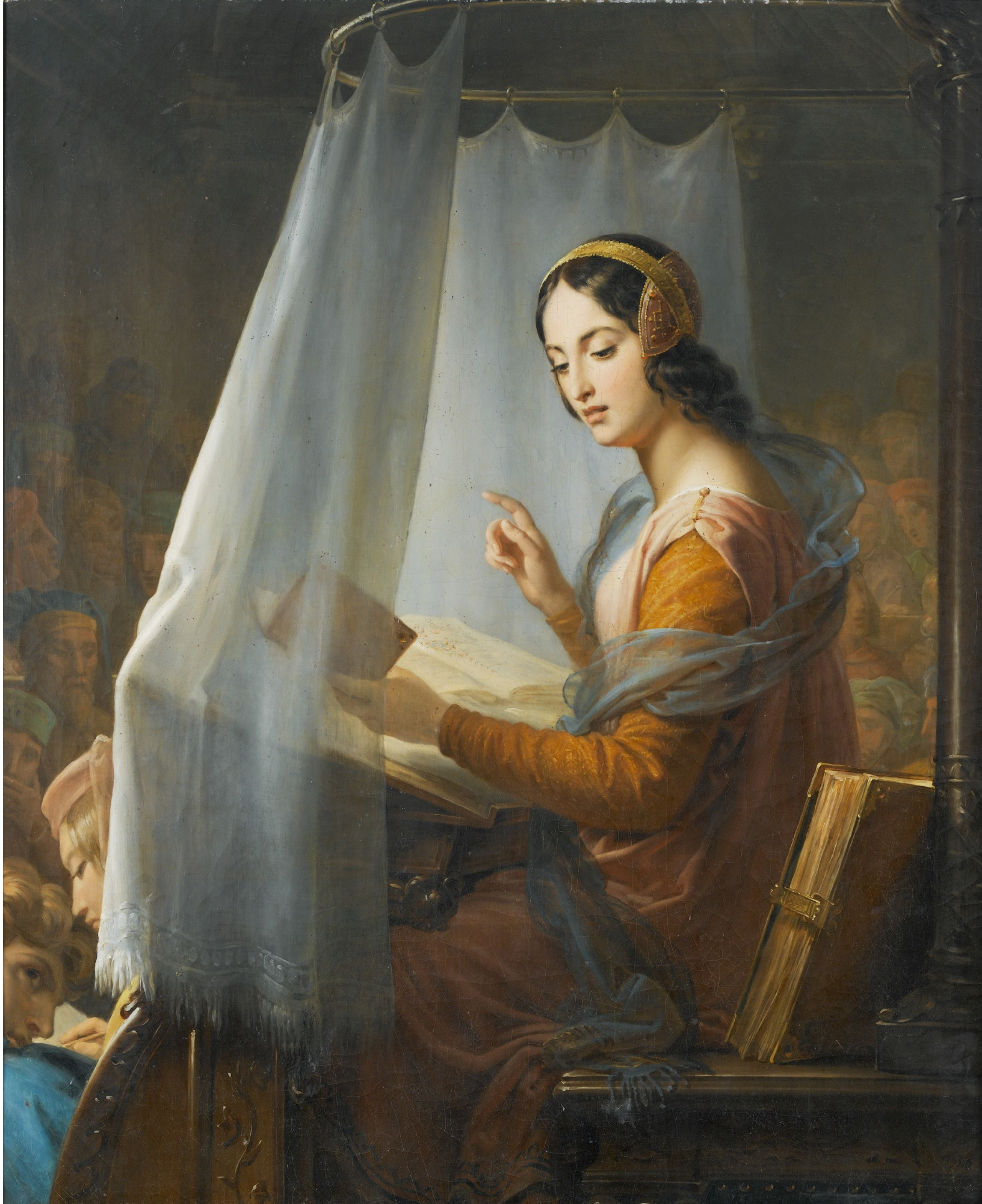
Portret van de 14e-eeuwse wetenschapper Novella d'Andrea
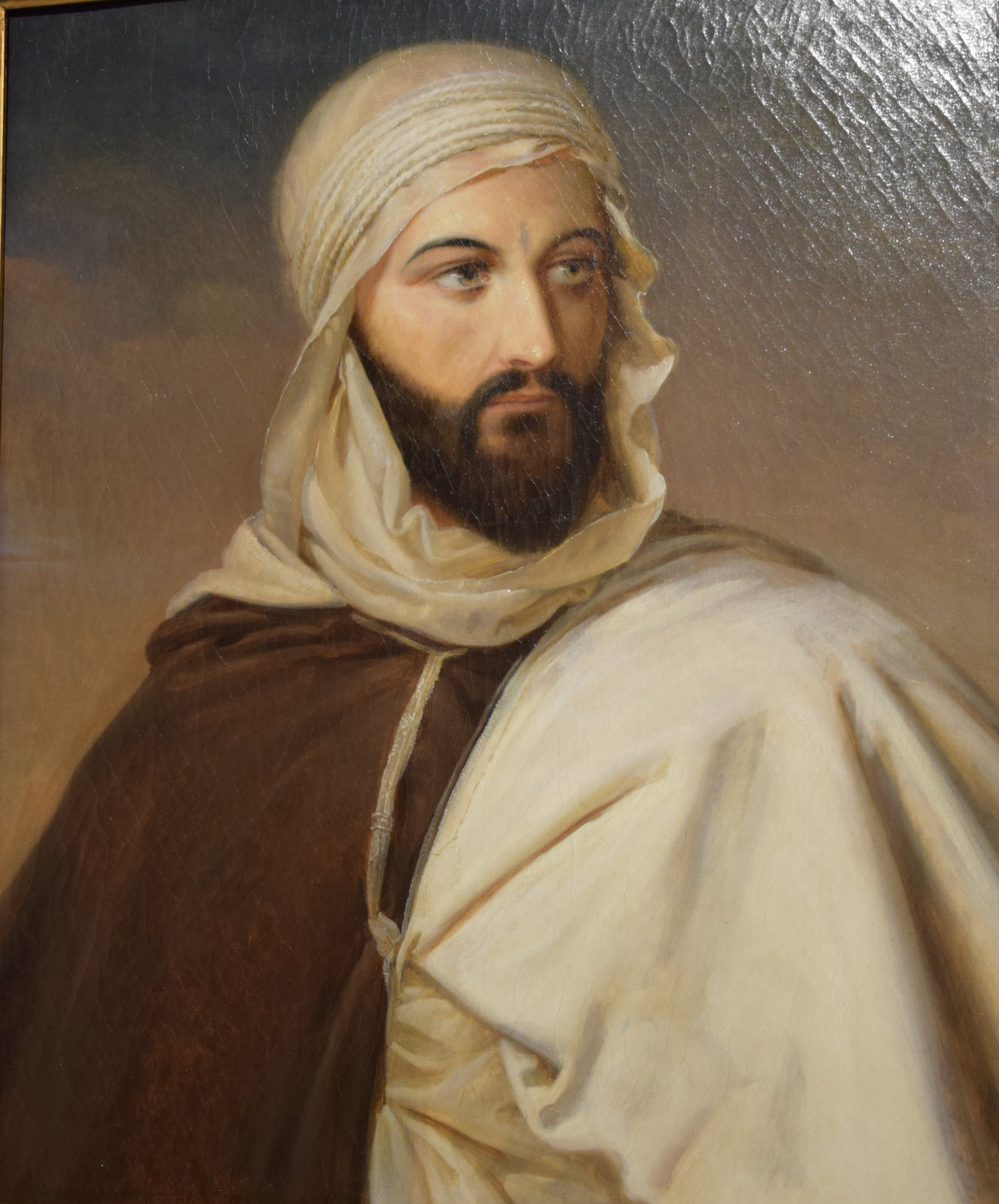
Portret van Abd al-Kader